# Michael Kühnen
Michael Kühnen (21. června 1955 Bonn – 25. dubna 1991 Kassel) byl německý neonacistický aktivista homosexuální orientace.
V letech 1974 až 1977 působil v německé armádě a studoval Universität der Bundeswehr v Hamburku. Z armády byl však propuštěn pro své neonacistické názory. Krátce působil v NPD, ale se stranou se brzy názorově rozešel. V roce 1977 založil organizaci Aktionsfront Nationaler Sozialisten/Nationale Aktivisten, která byla v roce 1983 zakázána. Od roku 1983 působil v politické straně Freiheitliche Deutsche Arbeiterpartei.
Svými názory navazoval na levicovější část nacistických politiků, konkrétně na bratry Gregora a Ottu Strasserovy a Ernsta Röhma, a otevřeně vyzýval ke vzniku 4. říše. V roce 1986 v době jeho pobytu ve vězení vyšla najevo jeho homosexualita, což mu přineslo výraznou ztrátu obliby u mnohých jeho někdejších příznivců. Dne 8. dubna 1991 vedl ve Frankfurtu nad Odrou skupinu svých příznivců při protestu proti otevření německo-polské hranice. Ještě téhož měsíce zemřel v Kasselu na následky AIDS.